# Миколаево (Ивьевский район)
Миколаево (Николаево, бел. Мікала́ева, ранее Николаев) — деревня в Лелюкинском сельсовете Ивьевского района Гродненской области Беларуси на берегу р. Неман. На основании письменных источников известна с XVI века в составе Ошмянского повета Виленского воеводства.

## История
С 1555 г. в собственности Л. Свирского, старосты кревского. Его вдова записала Миколаево своей дочери С. Фурсовой, маршалковой ошмянской. Затем местечко принадлежало Радзивиллам, Кишкам, Тизенгаузенам, Замойским.
В 1629 году на средства старосты мстиславского Николая Кишки построена церковь. 21 мая 1742 г. местечко получило привилеи короля Августа II. В 1789 г. принадлежало гетману М. Огинскому.
Во 2-й пол. XIX в. местечко в Лугомовичской волости Ошмянского повета Виленской губернии. В 1861 г. 32 двора, 219 жителей, пристань на р. Неман. Жители занимались сплавом леса, рыболовным промыслом. В 1873 г. в местечко переведено из д. Лугомовичи народное училище. В 1868 г. 295 жителей. В 1885 г. действовали народное училище, больница, еврейский молитвенный дом, корчма. В 1897 г. 68 дворов, 499 жителей, в народном училище 95 учеников. В начале XX в. построена церковь. В 1909 г. 63 двора. В 1921—1939 годах местечко в Лугомовичской гмине Воложинского повета Новогрудского воеводства Польши. В 1921 г. 45 дворов, 215 жителей. С 12.10.1940 г. деревня (67 дворов, 410 жителей) в Баровском сельсовете Юратишковского района. Работала начальная школа.
С июня 1941 г. до июля 1944 г. оккупирована немецко-фашистскими захватчиками.
В 1950 году организован колхоз им. М. И. Кутузова. Позже — в колхозах им. М. И. Калинина, «Советская Беларусь». С 16.07.1954 г. в Лелюкинском сельсовете. С 20 января 1960 года в Ивьевском районе. В 1970 году — 186 жителей. Действует церковь, работает магазин. В 1999 года в составе колхоза «Беларусь», 34 двора, 57 жителей. В настоящее время в составе филиала «Азот Агро» унитарного сельскохозяйственного предприятия «Новый Двор-Агро».
28 октября 2018 года у деревни в Немане был выловлен и поднят челн-долблёнка длиной более 8 м и весом полторы тонны. Челнок доставлен в Институт истории НАНБ для исследований, которые показали, что дуб для него был срублен между 1500-м и 1510 годом.

## Организации
- Охотничий комплекс ГЛХУ «Ивьевский лесхоз» усадьба «Николаево» (туристический объект)

## Достопримечательности
- Церковь Покрова Пресвятой Богородицы, 1920–1922 гг. (вторая половина XIX в.). В 2016 году присвоен статус историко-культурной ценности и категория «3».
- Стоянка периода неолита (4–3-е тыс. до н. э.), в 1 км западнее деревни. В 2007 году присвоен статус историко-культурной ценности и категория «3».  Историко-культурная ценность Республики Беларусь, шифр 413В000303

## Известные уроженцы
- Леонид Давыдович Побаль (1924—2004) — советский и белорусский археолог.